# 勇敢的小裁縫

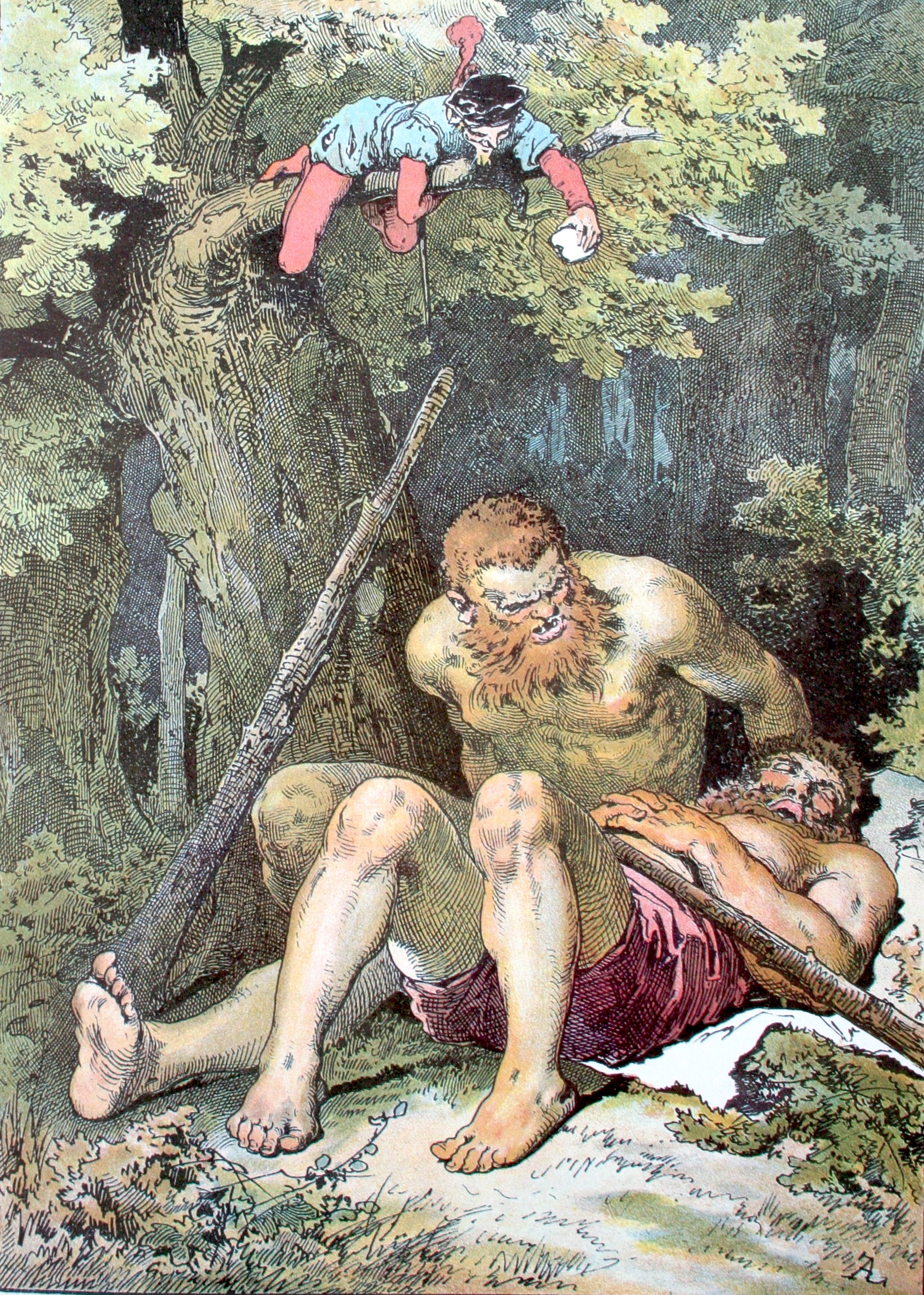
小裁縫在激怒巨人

《勇敢的小裁缝》（德語：Das tapfere Schneiderlein）是格林兄弟收集的一则德国童話。除格林兄弟外，安德鲁·朗格在《藍皮童話書》中亦有將其收錄，澳大利亚史学家約瑟夫·雅各布斯（Joseph Jacobs）在其《歐洲民間故事與童話》（European Folk and Fairy Tales）中還收錄了該故事的另一個版本，名為《A Dozen at One Blow》，而故事的衆多其他版本則被收錄在了威爾士作家露丝·曼宁-桑德斯（Ruth Manning-Sanders）的《A Book of Giants》中。
該故事屬於AT分類法中的第1640類故事。

## 釋義
一個小裁缝正準備把果醬往麵包上塗，這時幾隻蒼蠅飛來落在了麵包上。小裁縫一個手掌把其中的七隻打死了。他做了個腰帶，在上面寫道「一家伙揍死七個」。這下子，他覺得自己待在小作坊裡真是屈才，決定出發去闖世界。裁縫遇到了一個巨人，巨人看到腰帶上的「一家伙揍死七個」，誤以爲是一下子打死了七個人。巨人想試試小裁縫。他先撿起一塊石頭並把它捏出水來，而小裁縫也把奶酪捏出了乳汁。巨人又撿起一塊石頭，把它扔向天空。小裁縫則把一隻鳥放了出去，説巨人的石塊最後還是落到了地上，而自己的「石頭」永遠不會，巨人傻傻地認爲自己又輸了。最後，巨人要小裁縫幫着抬一棵樹。小裁縫提出讓巨人抬樹幹，自己抬樹枝，但最後卻爬到了樹上，於是巨人連小裁縫一起扛走了。
巨人把小裁縫帶回了自己家裡，那裡也住著其他巨人。夜裡，巨人想把裁縫殺了，然而之前小裁縫因爲覺得床太大，便只睡在了床的角落裡，結果逃過了一劫。第二天，當巨人看到小裁縫時，全都給嚇跑了。
之後，小裁縫應國王的邀請進到了軍中為國王效力。但是軍中的其他士兵害怕小裁縫萬一某天發脾氣會把他們當中的七個人打死，便告訴國王士兵和裁縫只能二選一。由於害怕開除小裁縫會惹他發火，國王便讓裁縫去對付兩個巨人，同时對小裁縫許諾說如果他贏了，自己就將半個國家讓給他并把自己的女兒許配給他。小裁縫向熟睡中的巨人分別扔去石頭，以此引發巨人間的内訌，讓兩個巨人打了起來。國王隨後又讓他去對付一頭獨角獸。小裁縫先是站在了一棵樹的前面，當獨角獸沖過來時他便機靈地跳開，於是獨角獸撞進了樹裡。後來，國王又讓他去對付一頭野豬，而他最後把野豬困在了教堂裡。
最终，無奈的國王只好把自己的女兒和半個國家給了裁縫。結婚後，年輕的王后聽到丈夫說的夢話，知道了他其實只是個裁縫。王后的父親承諾一定要把小裁縫趕出去。小裁縫通過一個衛士了解到了國王的計劃，夜裡便裝著睡着而把自己的戰績都大聲喊了出來。門外的人聼後都嚇得跑走了，再沒人敢趕走小裁縫。

## 分析
故事中小裁縫所採用的讓巨人產生内訌的伎俩與希臘神話人物卡德摩斯所用的相似。希臘神話中，在卡德摩斯向地上撒下龍的牙齒后，許多戰士冒了出來，卡德摩斯隨即向他們之中扔去一塊石塊，使戰士發生内訌打鬥起來。

## 改編
米老鼠系列動畫中也有一個名為《勇敢的小裁縫》的短片，所參照的便是這則童話。

## 外部連結
- （简体中文）《勇敢的小裁縫》中譯本，帶朗讀